# چه ربطی به عشق دارد؟ (فیلم ۲۰۲۲)
چه ربطی به عشق دارد؟ (انگلیسی: What's Love Got to Do With It?) فیلم کمدی رمانتیک بریتانیایی محصول ۲۰۲۲ به کارگردانی شکهار کاپور است که بر اساس فیلم‌نامه‌ای از جمیما خان ساخته شده‌است. لیلی جیمز، شازاد لطیف، شبانه اعظمی، اما تامپسون، سجل علی، الیور کریس، آسیم چودری، جف میرزا، آلیس اور-ایوینگ و راحت فتح‌علی خان در این فیلم به ایفای نقش پرداخته‌اند.
چه ربطی به عشق دارد؟ اولین نمایش جهانی خود را در جشنواره بین‌المللی فیلم تورنتو در ۱۰ سپتامبر ۲۰۲۲ داشت و در ۲۴ فوریه ۲۰۲۳ توسط استودیوکانال در بریتانیا اکران شد.

## بازیگران
- لیلی جیمز در نقش زوئی
- اما تامپسون در نقش کات
- سجل علی در نقش زویا
- شازاد لطیف در نقش کاظم
- راب برایدون
- شبانه عزمی در نقش عایشه خان
- آسیم چودری
- جف میرزا در نقش زاهد خان

## تولید
در نوامبر ۲۰۲۰ اعلام شد که لیلی جیمز، اما تامپسون و شازاد لطیف به بازیگران این فیلم ملحق شده‌اند که با کارگردانی شکر کاپور بر اساس فیلمنامه‌ای از جمیما خان ساخته شده، و در کنار تیم بوان و اریک فلنر تهیه‌کننده فیلم نیز خواهد بود. فلنز تحت شرکت ورکینگ تایتل فیلمز آن را تولید خواهد کرد و استودیوکانال توزیع آن را بر عهده دارد. در ژانویه ۲۰۲۱، راب برایدون، شبانه اعظمی، سجل علی و آسیم چودری به بازیگران این فیلم پیوستند.
مراحل تصویربرداری اصلی در دسامبر ۲۰۲۰ آغاز شد.

## بازخورد
این فیلم در اجماع منتقدان راتن تومیتوز که از بازبینی جمعی استفاده می‌کند، بر اساس نظر ۴۶ منتقد امتیاز ۷۴٪ با میانگین نمرهٔ ۵٫۹/۱۰ را کسب کرده‌است.